# ذا سوينغل سينغرز
ذا سوينغل هي مجموعة صوتية تشكلت في عام 1974 في إنجلترا بواسطة وارد سوينغل. استبدلت المجموعة "Swingle Singers" التي كانت سوينجل والتي تشكلت عام 1962 في باريس بفرنسا مع آن جيرمان وكلود جيرمان وجانيت بوكومون وكريستيان ليجراند وكلودين مونييه وجان كلود بريودين وجان كوزاك.